# Oldham
Oldham è la sede di un borgo della contea metropolitana della Grande Manchester, Inghilterra, a nord-est della città di Manchester.

## Storia
Oldham si sviluppò durante la rivoluzione industriale grazie, principalmente, alla filatura del cotone e all'industria tessile e fino al 1974 faceva ancora parte della contea del Lancashire. Fu una delle località con le fabbriche più produttive nel mondo ed in essa ormai risiedono molti stranieri e sono presenti grandi comunità provenienti dal Bangladesh e dal Pakistan. Il 25 luglio 1978 all'Oldham General Hospital nacque Louise Joy Brown, la prima bambina al mondo concepita tramite fecondazione assistita. Attualmente l'abitato conta circa 100 000 abitanti, mentre il distretto urbano arriva a contarne circa 220 000 (censimento 2001).

## Sport

### Calcio
L'Oldham Athletic è la principale squadra di calcio della città, fondata nel 1895, gioca le sue partite interne al Boundary Park.

## Amministrazione

### Gemellaggi
- Kranj, Slovenia